# Margita Alfvén

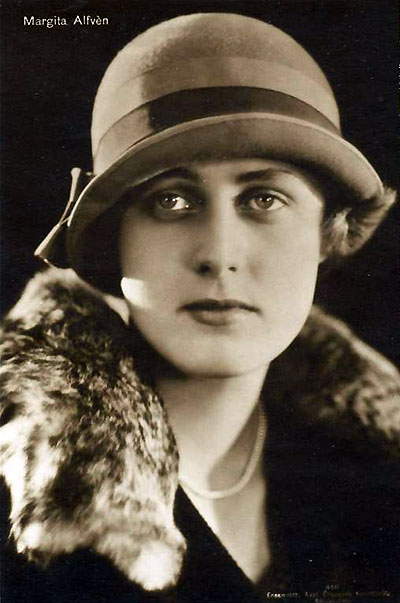
Margita Alfvén

Margita Alfvén (* 16. November 1905 in Kopenhagen, Dänemark; † 11. März 1962 in Stockholm, Schweden) war eine schwedische Schauspielerin.

## Leben
Sie war die Tochter von Hugo Alfvén und Marie Krøyer. Margita Alfvéns Filmkarriere war eher kurz. Sie spielte in insgesamt elf Filmen, darunter drei deutschen Filmen. Zu ihren schwedischen Filmen zählen einige der frühesten Tonfilmversuche Schwedens.

## Filmografie
- 1925: En afton hos Gustaf III på Stockholms slott
- 1925: Hennes lilla majestät
- 1926: Dollarmillionen
- 1926: Farbror Frans
- 1928: Janssons frestelse
- 1928: Parisiskor
- 1929: Der Weg durch die Nacht
- 1930: När rosorna slå ut
- 1931: Lika inför lagen
- 1931: Trådlöst och kärleksfullt
- 1932: Fidele Razzia
- 1932: Drei von der Stempelstelle
- 1932: Mädchen zum Heiraten